# 871. grenadirski polk (Wehrmacht)
871. grenadirski polk (izvirno nemško 871. Grenadier-Regiment; kratica 871. GR) je bil pehotni polk Heera v času druge svetovne vojne.

## Zgodovina
Polk je bil ustanovljen 1. maja 1943 iz delov 189. rezervne divizije za potrebe 356. pehotne divizije.